# 2006 en Belgique
Chronologie de la Belgique
- 2002
- 2003
- 2004
- 2005
- 2006
- 2007
- 2008
- 2009
- 2010

Cette page recense des événements qui se sont produits durant l'année 2006 en Belgique.

## Chronologie
- 16 février : la Belgique est le premier pays au monde à adopter une loi interdisant les armes à sous-munitions.
- 7 septembre : arrestation de dix-sept personnes, dont onze militaires flamands, soupçonnées de faire partie d'un réseau d'extrême droite qui préparait des attentats.
- 8 octobre : élections communales et provinciales.
- 13 décembre à 20h21 : la première chaîne de télévision de la RTBF diffuse une émission spéciale en direct annonçant la déclaration unilatérale d'indépendance de la Flandre et donc la fin de la Belgique, provoquant de nombreuses réactions. Il s'agit d'une fiction ayant pour but de sensibiliser le public sur les tensions communautaires et linguistiques. Le CSA adressera un avertissement à la RTBF, estimant que le caractère fictionnel du reportage auraît dû être signalé dès le départ.

## Culture

### Architecture

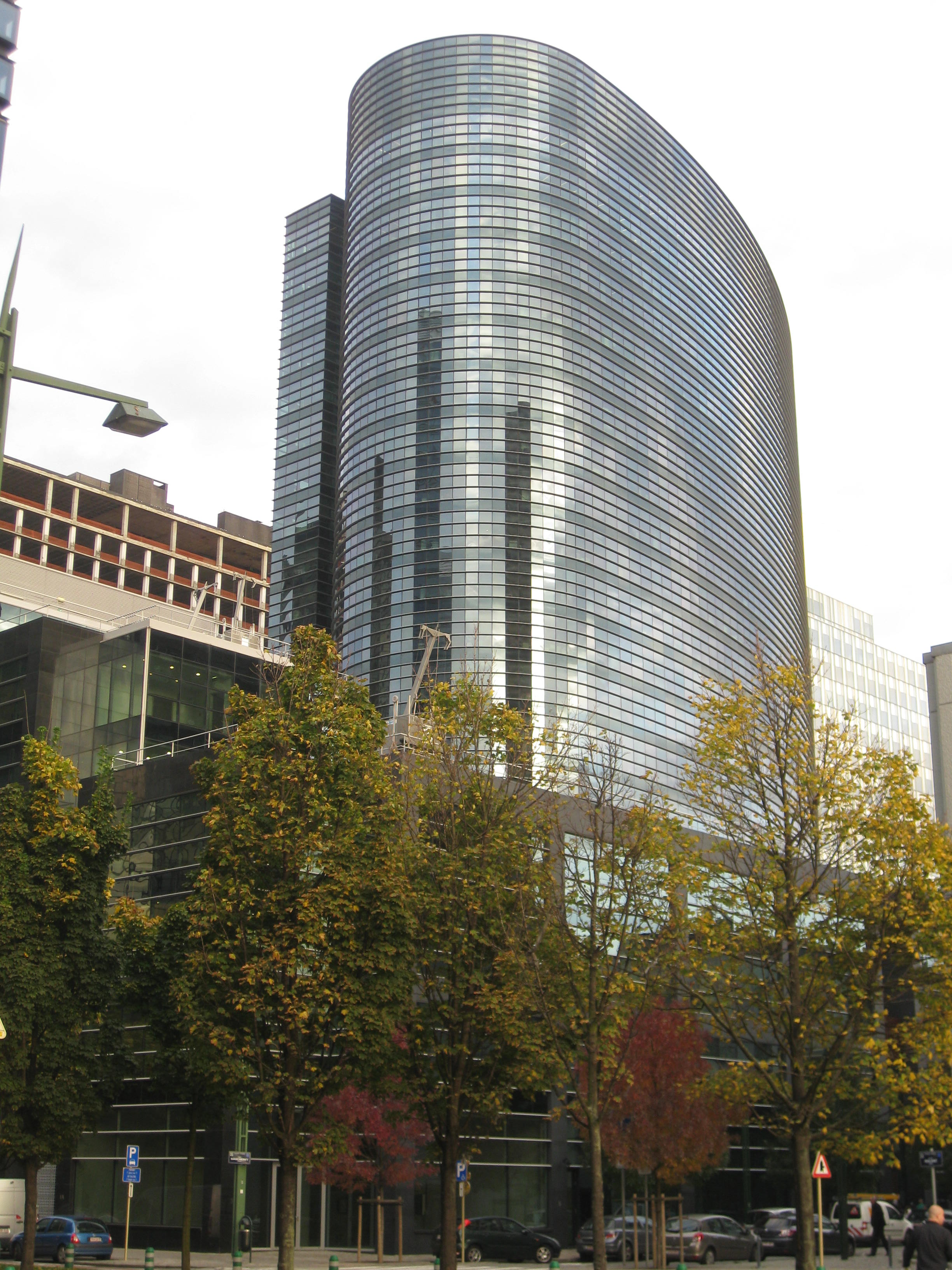
Ellipse building à Schaerbeek
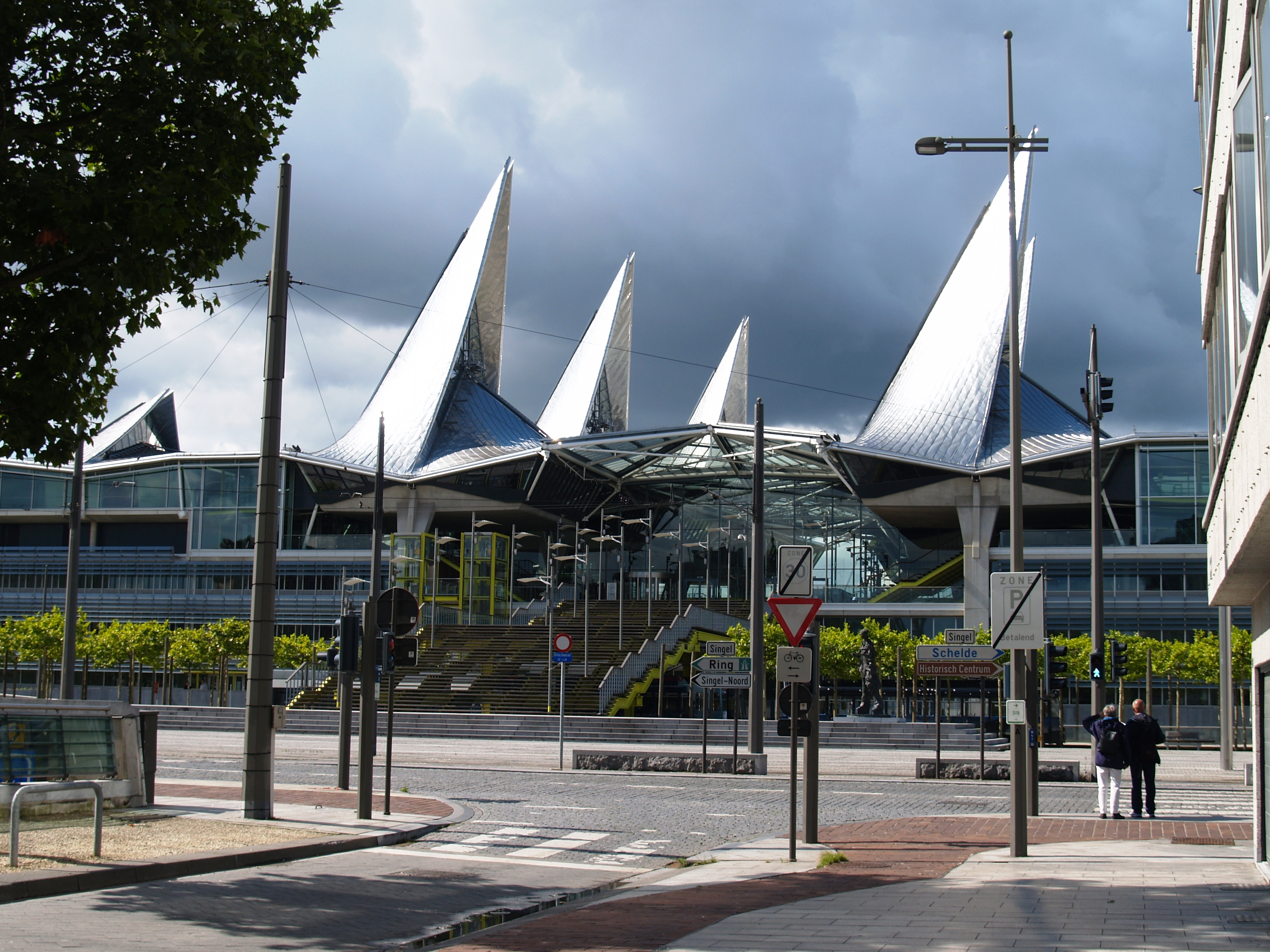
Palais de justice d'Anvers
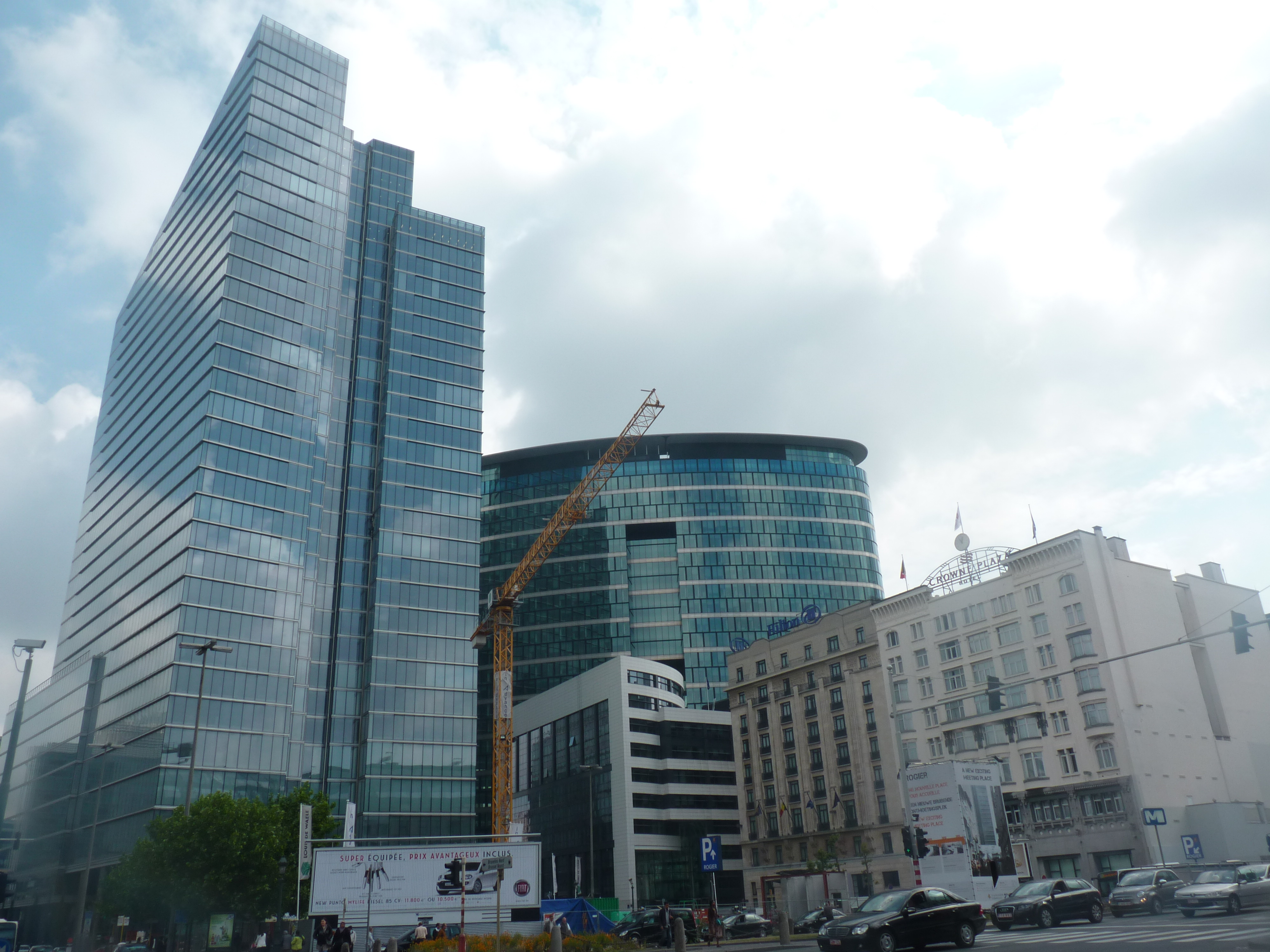
Tour Rogier à Saint-Josse-ten-Noode
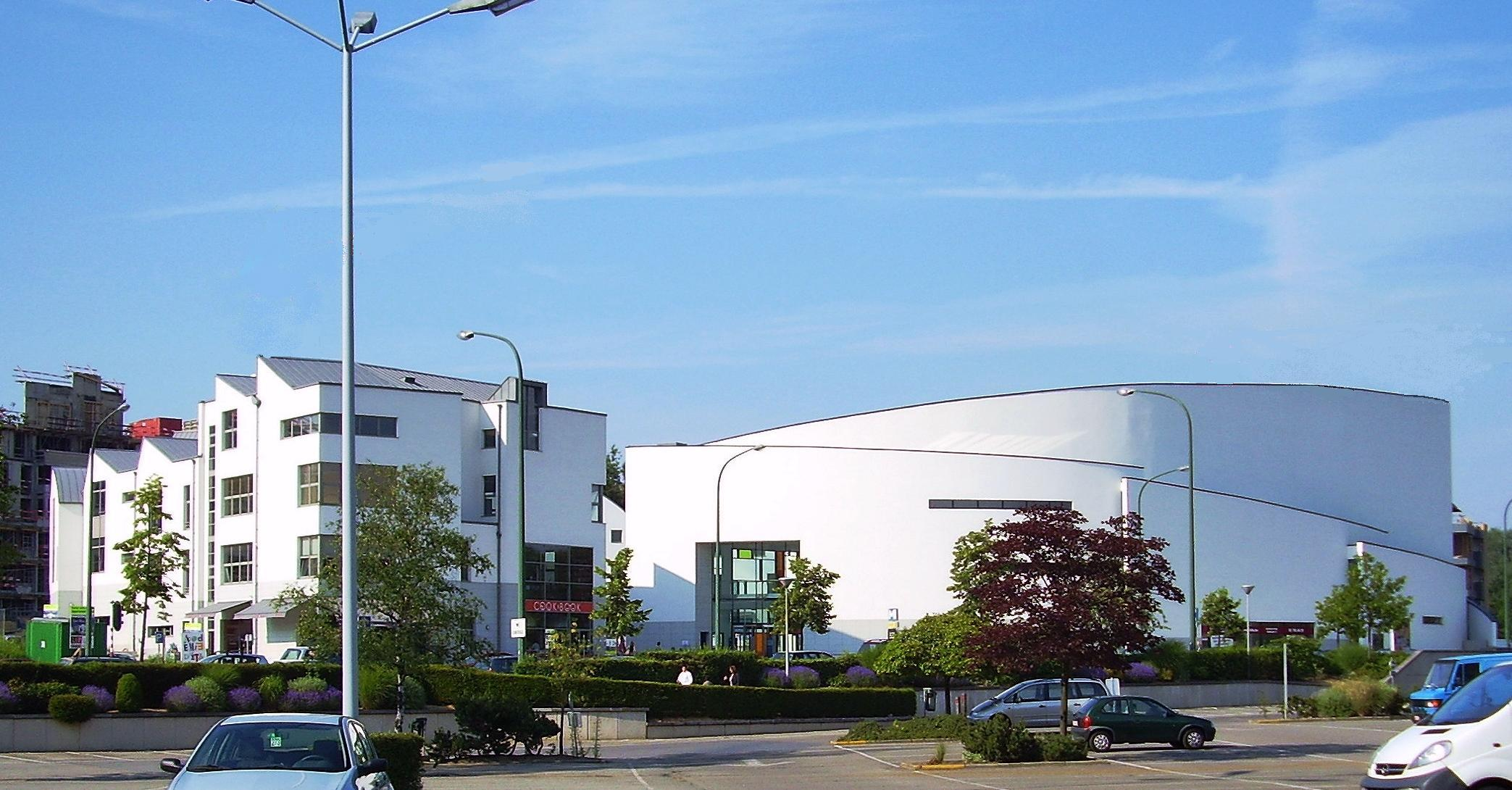
Site culturel Wolubilis à Woluwe-Saint-Lambert

### Cinéma
- La Raison du plus faible, de Lucas Belvaux
- Dikkenek, d'Olivier Van Hoofstadt
- Cages, d'Olivier Masset-Depasse
- Congorama, de Philippe Falardeau
- Komma de Martine Doyen

### Littérature
- Prix Rossel : Guy Goffette, Une enfance lingère (Gallimard).

## Sciences
- Prix Francqui : Pierre Gaspard (physique, ULB).

## Statistiques
- Population totale au 1er janvier 2006 : 10 511 382 habitants[1].